# Lychnorhiza arubae
Lychnorhiza arubae är en manetart som beskrevs av Stiasny 1920. Lychnorhiza arubae ingår i släktet Lychnorhiza och familjen Lychnorhizidae. Inga underarter finns listade i Catalogue of Life.